# Tannhäuser und der Sängerkrieg auf Wartburg
Tannhäuser und der Sängerkrieg auf Wartburg ist eine romantische Oper in drei Akten von Richard Wagner, die auf der traditionellen Volksballade Tannhauser und dem Sängerkrieg auf der Wartburg aufbaut. Die Oper thematisiert den Zwiespalt zwischen profaner und sakraler Liebe und die Erlösung durch Liebe – ein Leitthema, das sich auch durch viele von Wagners späten Werken zieht.

## Handlung
Zu Beginn des Werks befindet sich Tannhäuser im Inneren des Venusberges (das sind die Hörselberge bei Eisenach). Die Welt der Venus ist ausschließlich der Sinnlichkeit geweiht. Tannhäuser hat als Sterblicher den Weg hierher gefunden, ist des Genusses jedoch zusehends überdrüssig („Wenn stets ein Gott genießen kann, bin ich dem Wechsel untertan“). Venus versucht, ihren Ritter zum Bleiben zu bewegen, und prophezeit, dass die Menschen Tannhäuser sein Verweilen bei der heidnischen Göttin der Liebe nie verzeihen würden: Dort finde er nie sein Heil. Tannhäuser jedoch bleibt bei seinem Entschluss: „Mein Heil ruht in Maria!“ Bei der Anrufung Mariens versinkt die Welt der Venus, und Tannhäuser sieht sich in ein liebliches Waldtal in Thüringen am Fuße der Wartburg versetzt. Er versöhnt sich mit den Rittern, die er einst verlassen hatte, und will an einem Sängerfest, das auf den nächsten Tag bestimmt ist, teilnehmen, auch um das Herz Elisabeths, der Nichte des Landgrafen, zu gewinnen.
Der zweiten Aufzug beginnt mit einem hoffnungsfrohen Auftritt von Elisabeth nach ihrer tiefen Traurigkeit nach dem Abschied Tannhäusers. In der sogenannten Hallen-Arie, „Dich, teure Halle, grüss ich wieder“, verleiht sie ihrer Hoffnung Ausdruck, den geliebten Mann wieder zu sehen. In der Tat, Wolfram führt Tannhäuser herein. Im Dialog zwischen Tannhäuser und Elisabeth und dem folgenden Gespräch zwischen Elisabeth und dem Landgrafen wird die Wunschverbindung der beiden – kaum verhüllt – vorbereitet. Das Sängerfest beginnt, wobei jeder der Teilnehmer das Wesen der Liebe besingen soll. Dabei gerät Tannhäuser jedoch, schon bevor er an der Reihe ist, immer mehr in Rage, da er merkt, dass die anderen Minnesänger offensichtlich von wahrer Sinnlichkeit keine Ahnung haben, die er ja im Venusberg erfahren hat. Dies verleitet ihn, als er einen Lobpreis auf die Liebe singen soll, zu dem Bekenntnis, dass er im Venusberg gewesen ist, wodurch er nach den Moralgesetzen der Zeit Abscheu und allgemeine Empörung hervorruft und vom Fürsten verdammt wird. Die Anrufung von oder der Aufenthalt bei heidnischen Göttern war allemal Götzendienst und Abgötterei. Nur auf die Fürsprache Elisabeths wird Tannhäuser gestattet, sich den Pilgern, die nach Rom ziehen, anzuschließen, um Buße zu tun und um Vergebung zu bitten.

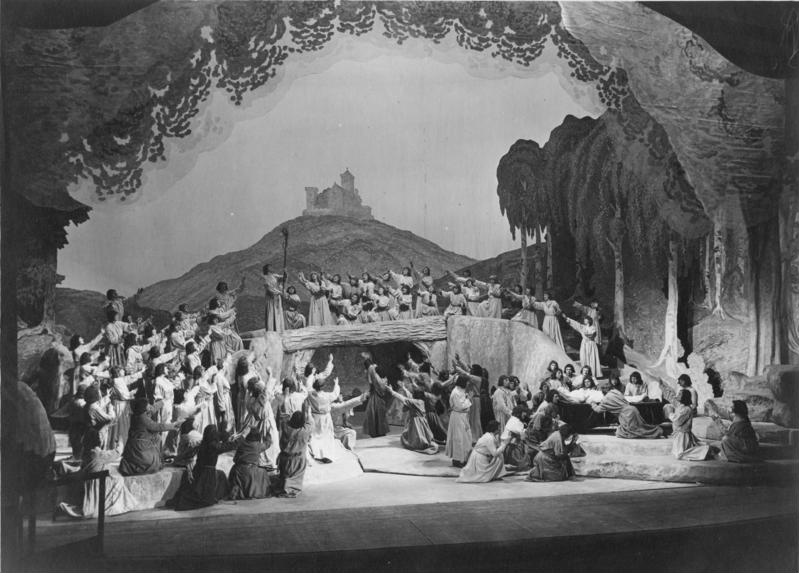
Schluss der Tannhäuser-Inszenierung der Bayreuther Festspiele 1930

Im dritten Aufzug wartet Elisabeth vergeblich auf die Rückkehr Tannhäusers; unter den heimkehrenden Pilgern, die in Rom Gnade gefunden haben, ist er nicht. Verzweifelt zieht sie sich zurück, das Geleit Wolframs lehnt sie stumm ab. Wolfram besingt in einem traurigen Lied die Todesahnung, die wie Dämmerung die Lande deckt, und den Abendstern – damit huldigt auch der Anhänger des reinen Minnesangs der Venus. Da naht Tannhäuser. Er ist in Rom gewesen, hat jedoch keine Vergebung gefunden (Romerzählung). Der Papst (in der Sage ist es Urban IV.) sprach, auf seinen Priesterstab zeigend: „Wie dieser Stab in meiner Hand nie mehr sich schmückt mit frischem Grün, kann aus der Hölle heißem Brand Erlösung nimmer dir erblühn.“ Tannhäuser ist verzweifelt und sehnt sich nun zurück ins Reich der Venus. Diese erscheint auch, doch Wolfram hält Tannhäuser von dem verzweifelten Schritt ab. Da sieht er einen Trauerzug den Berg hinuntergehen, der den Leichnam von Elisabeth zu Grabe trägt. Ihre Bitte, für Tannhäusers Vergebung sterben zu dürfen, wurde somit erfüllt. Venus ist augenblicklich verschwunden. Tannhäuser bricht auf Elisabeths Bahre zusammen und stirbt, mit seinen letzten Worten Elisabeth um Hilfe bei Gott bittend. „Heilige Elisabeth, bete für mich.“ Pilger bringen den wundersam erblühten Priesterstab aus Rom: „Den dürren Stab in Priesters Hand hat er geschmückt mit frischem Grün“ – ein Zeichen, dass Gott selbst Tannhäuser Erlösung gewährte. Nach dem Lob Gottes durch den Chor: „Hoch über aller Welt ist Gott, und sein Erbarmen ist kein Spott!“ schließt das Werk mit dem Satz: „Der Gnade Heil ist dem Büßer beschieden, er geht nun ein in der Seligen Frieden!“

## Geschichte, Fassungen

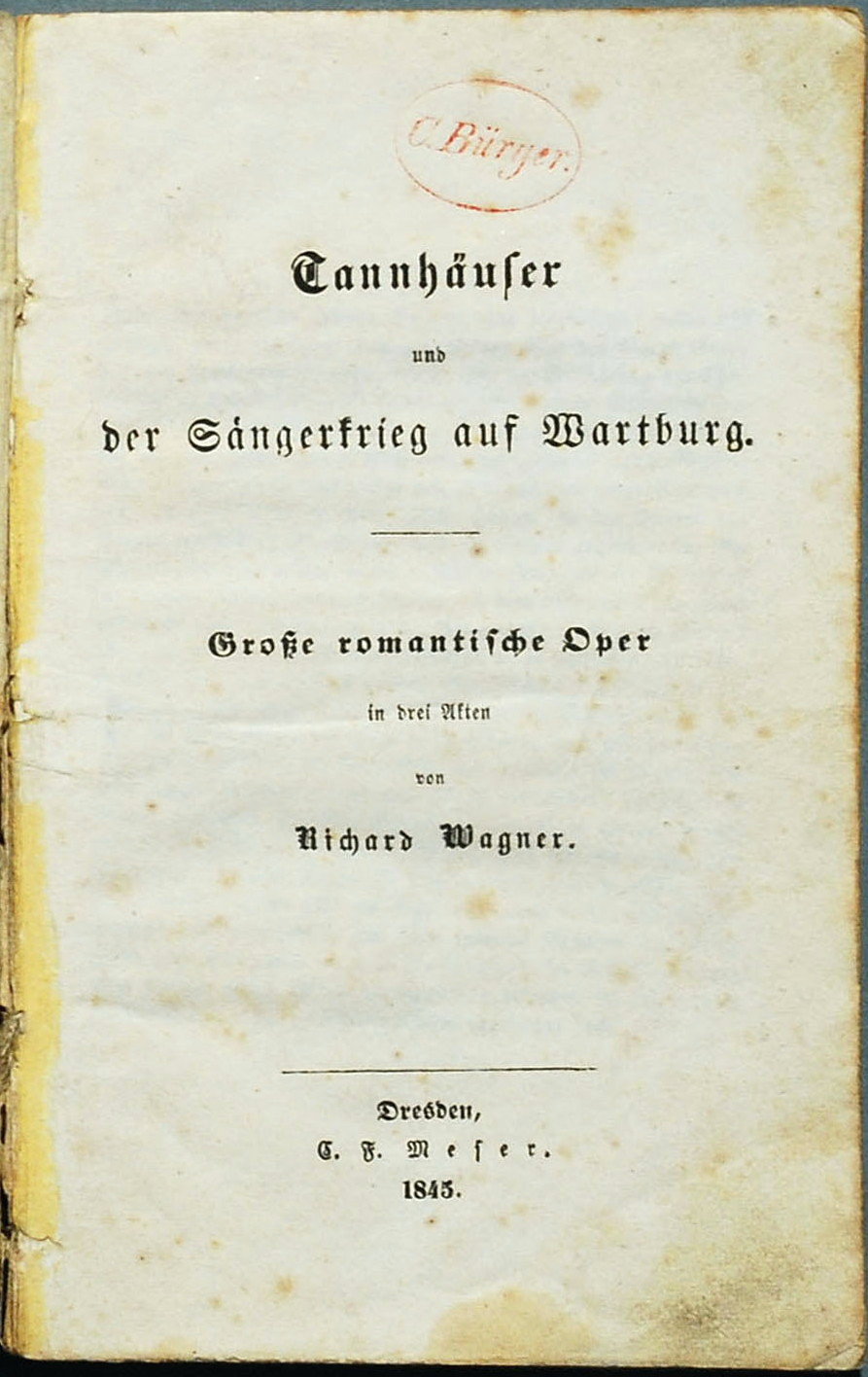
Titelblatt des Textbuchs im Jahr der Uraufführung

Tannhäuser ist Wagners fünfte vollendete Oper und entstand ab 1842. Sie beruht auf zwei ursprünglich unabhängigen Sagen, der von Heinrich von Ofterdingen und dem Sängerkrieg auf der Wartburg zur Zeit Landgraf Hermanns I. von Thüringen (gestorben 1217) einerseits sowie der vom Tannhäuser, der für sein Verweilen im Venusberg Vergebung bei Papst Urban IV. (Papst 1261–1264) suchte. In Ludwig Bechsteins Sammlung Die Sagen von Eisenach und der Wartburg, dem Hörselberge und Reinhardsbrunn von 1835 werden diese beiden – mindestens 50 Jahre auseinanderliegenden, jedoch sehr wahrscheinlich fiktiven – Ereignisse sehr nah beieinander referiert. Bechstein war im Übrigen auch nicht der Entdecker der Stoffe. Beide finden sich bereits in den Deutschen Sagen der Brüder Grimm, die vom Tannhäuser auch in Des Knaben Wunderhorn. Nach Wagners Aussage in seiner Autobiographie Mein Leben kannte er auch zumindest zwei literarische Fassungen der Sagen: Ludwig Tiecks Erzählung Der getreue Eckart und der Tannhäuser und E.T.A. Hoffmanns Novelle Der Kampf der Sänger aus Die Serapionsbrüder. 1838 veröffentlichte C.T.L. Lucas eine Abhandlung Über den Krieg von Wartburg, in der er nachzuweisen versuchte, dass Heinrich von Ofterdingen und Tannhäuser identische Personen seien. Die Schrift wurde Wagner in die Hände gespielt und dieser übernahm die reizvolle Verschmelzung.
Textbuch und Partitur entstanden mit Unterbrechungen innerhalb von drei Jahren, 1841 bis 1843, die Uraufführung fand am 19. Oktober 1845 im Königlich Sächsischen Hoftheater in Dresden statt.
Die Fassung der Uraufführung repräsentiert das Stadium 1 im Wagner-Werk-Verzeichnis (WWV). Schon unmittelbar danach nahm Wagner erste Änderungen vor: er verkürzte die Einleitung zum III. Akt (Tannhäusers Pilgerfahrt) und ließ am Schluss Venus noch einmal auftreten und den Leichenzug der Elisabeth szenisch aufführen. Außerdem gestattete er verschiedene Kürzungen, vor allem aus zwei Gründen: zum einen weil die Titelpartie (nach wie vor) eine der anstrengendsten und schwierigsten des Tenor-Repertoires ist und zum anderen, um Szenen mit stummem Spiel abzukürzen, das die Sänger des 19. Jahrhunderts nur selten zur Zufriedenheit des Komponisten ausführten. Die Änderungen und Kürzungsmöglichkeiten erläutert Wagner 1852 ausführlich in seiner Schrift Über die Aufführung des Tannhäuser. Maria Theresia Löw, zu der er in seiner Jugend eine schwärmerische Zuneigung entwickelt habe und sie bei ihren Gesangsstudien am Klavier begleitete, vermittelte die Prager Erstaufführung des Tannhäuser im Ständetheater im Jahr 1854, die des Lohengrin 1856 ebendort.
1860 gelang es ihm, die Partitur von Breitkopf & Härtel mit den bis dahin für gültig erklärten Änderungen und Varianten neu stechen zu lassen. Hiermit ist Stadium 2 des WWV erreicht. Diese Fassung (nicht die der Uraufführung) wird in der Regel als „bühnengebräuchliche“ oder „Dresdener Fassung“ bezeichnet.
1861 eröffnete sich für Wagner die Möglichkeit, den Tannhäuser an der Pariser Opéra aufzuführen. Dafür erarbeiteten Charles Nuitter und andere in enger Zusammenarbeit mit dem Komponisten eine französische Textfassung. Außerdem war ein Ballett für den II. Akt obligatorisch, was Wagner zunächst kategorisch ablehnte. Er entschloss sich jedoch bald dazu, der Venusberg-Szene ein Bacchanal vorangehen zu lassen (nach den Maßstäben dieser Zeit konnte man es kaum als Ballett bezeichnen) und das nachfolgende Duett vor allem musikalisch neu zu gestalten. Die Neufassung zeigt in Hinsicht auf Harmonik und Instrumentation deutliche Einflüsse der Arbeit an Tristan und Isolde. Außerdem fügte er zum Chor am Ende des III. Aktes Streicher und Harfe hinzu. Die Pariser Aufführungen in französischer Sprache bilden Stadium 3 im WWV. Dass die Pariser Aufführungen Wagner in Frankreich nicht zum Durchbruch verhalfen, lag nur zu einem geringen Teil daran, dass es kein Ballett im II. Akt gab, sondern viel mehr an der insgesamt ungewohnten und neuartigen Faktur des Werkes. Nach Imbert de Saint-Amand war es aber vor allem die Länge mancher Szenen, die den Unmut des Publikums erregten, besonders die Venusberg-Szene und der Sängerkrieg, schließlich die lange Erzählung der Rom-Reise.
Für Musteraufführungen in München 1867 und Wien 1875 nahm der Komponist nur noch eine wesentliche Änderung vor: von nun an sollte die erste Szene unmittelbar an die Ouvertüre anschließen, wobei diese in München um einige Takte, in Wien um die zweite Hälfte gekürzt wurde. Die in Paris durch lokale Umstände erfolgten Striche wurden wieder aufgemacht. Das hiermit erreichte Stadium 4 des WWV wird im Allgemeinen „Pariser Fassung“ genannt (richtig wäre eigentlich „Wiener Fassung“ oder „Fassung letzter Hand“).
Wagner plante bereits zu seinen Lebzeiten, den Tannhäuser in das Repertoire der Bayreuther Festspiele aufzunehmen, wobei er unschlüssig war, ob er der Dresdener oder der Wiener Fassung den Vorzug geben sollte oder einer neuen, wieder der Dresdener angenäherten (vgl. Cosimas Tagebuch-Einträge 6. November 1877, 13. März 1881 und 23. Januar 1883). Tannhäuser wurde in Bayreuth erstmals 1891 gespielt.

## Spieldauer (am Beispiel der Bayreuther Festspiele)

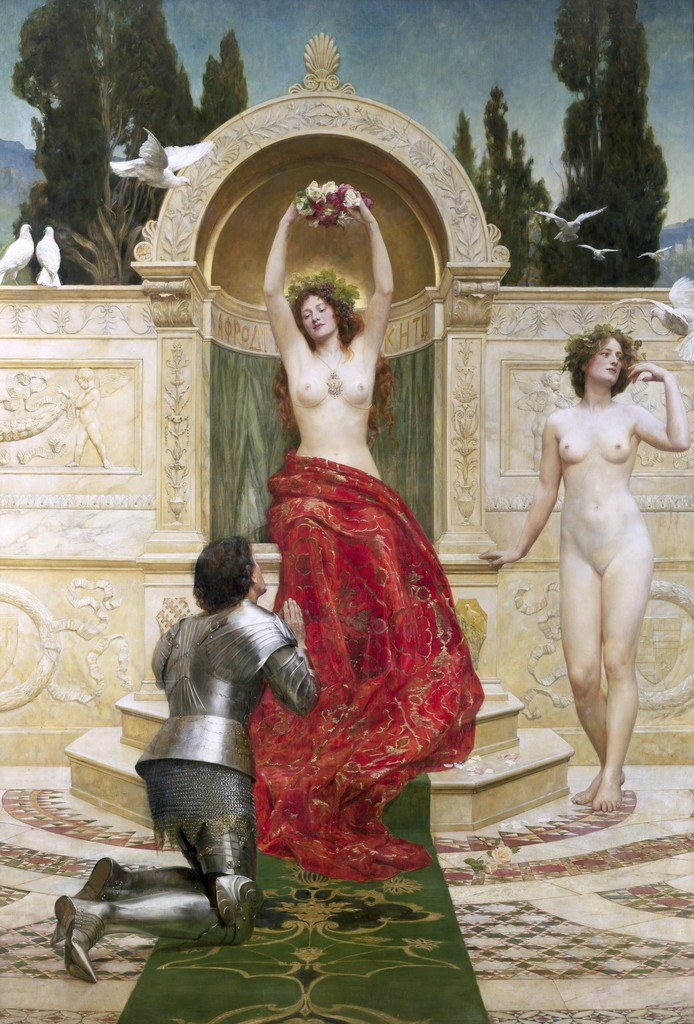
Bild zur Oper von John Collier

Bei den Bayreuther Festspielen war es üblich, die Länge der einzelnen Aufzüge zu dokumentieren, jedoch wurden dort nicht alle Jahre erfasst. Einfluss auf die Dauer hatten auch die Art der Stimme und das Temperament der Sänger. Im Falle des Tannhäuser führten unterschiedliche Fassungen zu größeren Zeitunterschieden als sonst zwischen Aufführungen verschiedener Dirigenten gewohnt.
| Tannhäuser     | 1. Akt      | 1. Akt           | 2. Akt      | 2. Akt           | 3. Akt      | 3. Akt            | Gesamtdauer | Gesamtdauer      |
| -------------- | ----------- | ---------------- | ----------- | ---------------- | ----------- | ----------------- | ----------- | ---------------- |
| Tannhäuser     | Std.        | Dirigent         | Std.        | Dirigent         | Std.        | Dirigent          | Std.        | Dirigent         |
| Kürzeste Dauer | 0:51        | Otmar Suitner    | 1:05        | Eugen Jochum     | 0:49        | Berislav Klobučar | 2:50        | Otmar Suitner    |
| Längste Dauer  | 1:16        | Siegfried Wagner | 1:12        | Siegfried Wagner | 1:01        | Richard Strauss   | 3:28        | Siegfried Wagner |
| Spannweite *   | 0:25 (49 %) | 0:25 (49 %)      | 0:07 (11 %) | 0:07 (11 %)      | 0:12 (24 %) | 0:12 (24 %)       | 0:38 (22 %) | 0:38 (22 %)      |

* Wegen Inszenierung unterschiedlicher Fassungen nicht immer repräsentativ. Prozentangaben beziehen sich auf die kürzeste Dauer.
| Jahr | Dirigent            | 1. Akt | 2. Akt | 3. Akt | Gesamtdauer |
| ---- | ------------------- | ------ | ------ | ------ | ----------- |
| 1891 | Felix Mottl         | 1:10   | 1:07   | 1:00   | 3:17        |
| 1894 | Richard Strauss     | 1:14   | 1:08   | 1:01   | 3:23        |
| 1904 | Siegfried Wagner    | 1:16   | 1:12   | 1:00   | 3:28        |
| 1930 | Arturo Toscanini    | 1:11   | 1:09   | 1:00   | 3:20        |
| 1954 | Eugen Jochum        | 1:03   | 1:05   | 0:54   | 3:02        |
| 1954 | Joseph Keilberth    | 1:03   | 1:08   | 0:57   | 3:08        |
| 1955 | André Cluytens      | 1:06   | 1:06   | 1:00   | 3:12        |
| 1961 | Wolfgang Sawallisch | 0:54   | 1:05   | 0:52   | 2:51        |
| 1964 | Otmar Suitner       | 0:51   | 1:07   | 0:52   | 2:50        |
| 1965 | André Cluytens      | 1:04   | 1:09   | 0:52   | 3:05        |
| 1966 | Carl Melles         | 1:00   | 1:09   | 0:53   | 3:02        |
| 1967 | Berislav Klobučar   | 1:01   | 1:05   | 0:49   | 2:55        |
| 1972 | Erich Leinsdorf     | 1:02   | 1:07   | 0:51   | 3:00        |
| 1972 | Horst Stein         | 0:59   | 1:07   | 0:53   | 2:59        |
| 1973 | Heinrich Hollreiser | 1:00   | 1:05   | 0:51   | 2:56        |

## Instrumentation
3 Flöten (3. auch Piccolo), 2 Oboen, 2 Klarinetten, Bassklarinette, 2 Fagotte, 2 Ventilhörner, 2 Waldhörner, 3 Trompeten, 3 Posaunen, Basstuba, Pauke, Große Trommel, Becken, Triangel, Tamburin, Harfe, Streicher
Bühnenmusik: Piccolo, 2 Flöten, Englisch Horn, 4 Oboen, 6 Klarinetten, 4 Fagotte, 12 Waldhörner, 12 Trompeten, 4 Posaunen, Trommel, Becken, Tamburin [zusätzlich in der Pariser Fassung: Kastagnetten, Harfe]

## Diskographie
| Jahr | Tannhäuser          | Elisabeth         | Venus            | Wolfram                  | Landgraf       | Walther             | Dirigent, Opernhaus und Orchester                                                                                    | Label                                         |
| ---- | ------------------- | ----------------- | ---------------- | ------------------------ | -------------- | ------------------- | --- | --------------------------------------------- |
| 1941 | Lauritz Melchior    | Kirsten Flagstad  | Kerstin Thorborg | Herbert Janssen          | Emanuel List   | John Dudley         | Erich Leinsdorf, Chor und Orchester der Metropolitan Opera New York, (Live-Aufnahme)                                 | Audio CD: Gebhard JGCD 0006-3                 |
| 1949 | Günther Treptow     | Trude Eipperle    | Aga Joesten      | Heinrich Schlusnus       | Otto von Rohr  | Joachim Stein       | Kurt Schröder, Chor und Orchester des Hessischen Rundfunks, (Aufnahme: Sendesaal des Hessischen Rundfunks Frankfurt) | Audio CD: Gebhardt JGCD 0037-3                |
| 1955 | Wolfgang Windgassen | Gré Brouwenstijn  | Herta Wilfert    | Dietrich Fischer-Dieskau | Josef Greindl  | Josef Traxel        | André Cluytens, Chor und Orchester der Bayreuther Festspiele, (Live-Aufnahme der Bayreuther Festspiele)              | Audio CD: Orfeo d’Or, Cat: C 643043D          |
| 1960 | Hans Hopf           | Elisabeth Grümmer | Marianne Schech  | Dietrich Fischer-Dieskau | Gottlob Frick  | Fritz Wunderlich    | Franz Konwitschny, Chor und Orchester der Staatsoper Berlin                                                          | Audio CD: EMI, Cat: CMS 7 63214 2             |
| 1962 | Wolfgang Windgassen | Anja Silja        | Grace Bumbry     | Eberhard Waechter        | Josef Greindl  | Gerhard Stolze      | Wolfgang Sawallisch, Chor und Orchester der Bayreuther Festspiele                                                    | Audio CD: Philips, Cat: 434 607-2             |
| 1968 | Wolfgang Windgassen | Birgit Nilsson    | Birgit Nilsson   | Dietrich Fischer-Dieskau | Theo Adam      | Horst Laubenthal    | Otto Gerdes, Chor und Orchester der Deutschen Oper Berlin                                                            | Audio CD: Deutsche Grammophon, Cat: 471 708-2 |
| 1970 | René Kollo          | Helga Dernesch    | Christa Ludwig   | Victor Braun             | Hans Sotin     | Werner Hollweg      | Georg Solti, Wiener Philharmoniker, Wiener Staatsopernchor                                                           | Audio CD: Decca, Cat: 470 810-2               |
| 1978 | Spas Wenkoff        | Gwyneth Jones     | Gwyneth Jones    | Bernd Weikl              | Hans Sotin     | Robert Schunk       | Colin Davis, Chor und Orchester der Bayreuther Festspiele                                                            | DVD: DG, Cat: 073 4446                        |
| 1985 | Klaus König         | Lucia Popp        | Waltraud Meier   | Bernd Weikl              | Kurt Moll      | Siegfried Jerusalem | Bernard Haitink, Chor und Orchester des Bayerischen Rundfunks                                                        | Audio CD: EMI Classics                        |
| 1988 | Plácido Domingo     | Cheryl Studer     | Agnes Baltsa     | Andreas Schmidt          | Matti Salminen | William Pell        | Giuseppe Sinopoli, Chorus of Royal Opera House Covent Garden, Philharmonia Orchestra (Aufnahme der Pariser Version)  | Audio CD: Deutsche Grammophon, Cat: 427 625-2 |
| 2001 | Peter Seiffert      | Jane Eaglen       | Waltraud Meier   | Thomas Hampson           | René Pape      | Gunnar Gudbjörnsson | Daniel Barenboim, Berliner Staatskapelle, Chor der Berliner Staatsoper                                               | Audio CD: Teldec, Cat: 8573 88064-2           |

## Über die Musik hinausgehende Rezeption

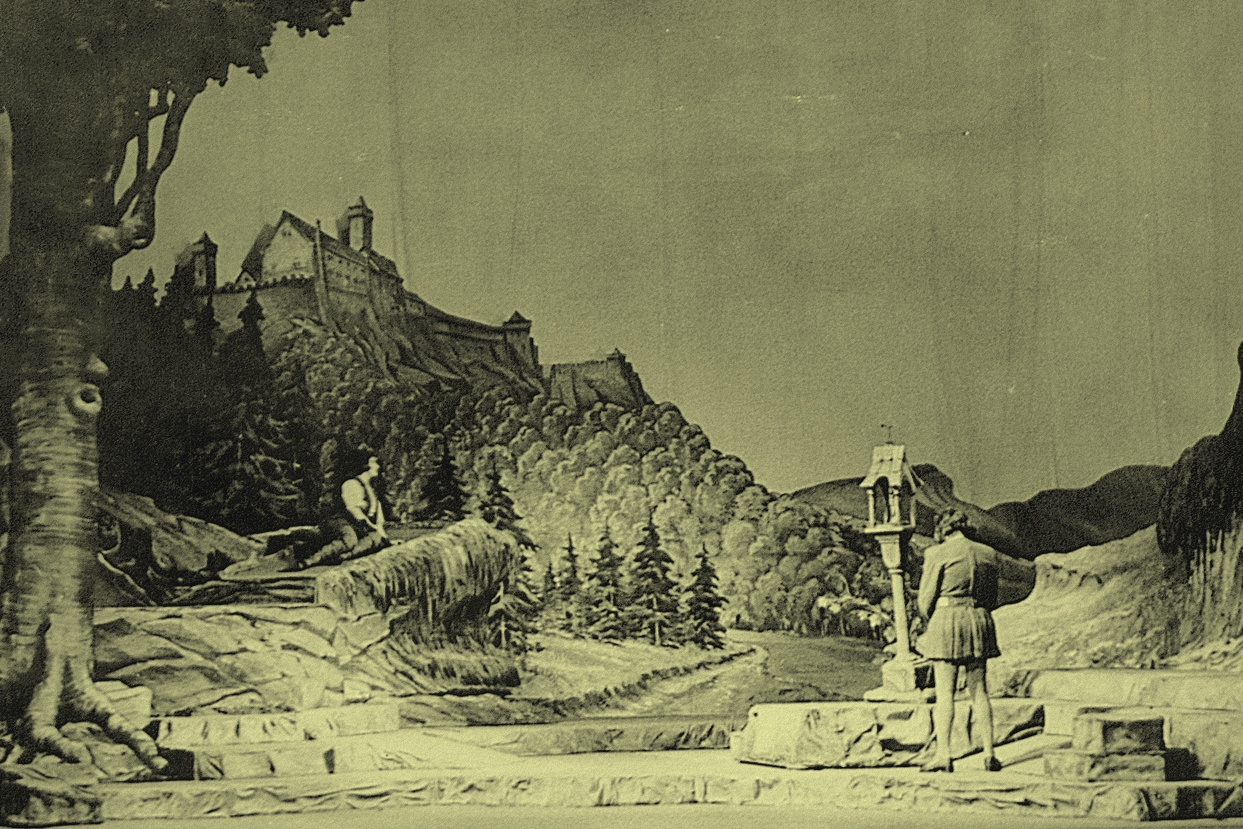
Szenenfoto aus dem I. Akt der Eisenacher Inszenierung (1951/52) mit Tannhäuser und dem jungen Hirten

In einer jüngeren Rezeption wird Wagners Oper vor dem Hintergrund der Spieltheorie betrachtet. Innerhalb einer ökonomischen Untersuchung wird eine Analyse von „Tannhäusers Dilemma“ als Problem der rationalen Entscheidungsfindung durchgeführt. Der Held steht demnach im Sängerkrieg vor einem Dilemma: Unterliegt er im Wettbewerb, verliert er seine geliebte Elisabeth; gewinnt er aber und heiratet Elisabeth, nimmt er sich die Möglichkeit zur Buße und verschlimmert so seine Sünden. Das scheinbar irrationale, weil selbstschädigende Bekenntnis zur Venus stellt daher noch den besten (nutzenmaximierenden) Ausweg dar.

## Ausgaben
- Richard Wagner: Sämtliche Werke. Band 5, I–III (Partitur, Kritische Ausgabe, Stadium 1 und 2). Mainz 1980–1995.
- Richard Wagner: Sämtliche Werke. Band 6, I–III (Partitur, Kritische Ausgabe, Stadium 3 und 4). Mainz 1999–2003.
- Richard Wagner: Sämtliche Werke. Band 25 (Dokumente). Mainz 2007.
- Richard Wagner: Tannhäuser und der Sängerkrieg auf Wartburg. Klavierauszug (alle Stadien). Mainz 2012.